# Лубянка (приток Немыльни)
Лубя́нка (укр. Луб'я́нка, бел. Лубя́нка) — левый приток Немыльни, протекающий по Гомельскому (Гомельская область, Беларусь) и бывшему Репкинскому, ныне Черниговскому районам (Черниговская область, Украина).

## География
Река берёт начало на территории Беларуси, южнее села Глыбоцкое (Гомельский район). Течёт сначала на запад, затем — на северо-запад, где на протяжении 3 км служит государственной границей, далее протекает по территории Украины. Впадает в Немыльню между пгт Добрянка (бывший Репкинский район, ныне Черниговский) и деревней Поддобрянка (Гомельский район) южнее государственной границы Украины с Белоруссией.
Длина — 10 км (на территории Украины — 3 км, Беларуси — 4 км, Государственная граница — 3 км)[уточнить].
Русло умеренно-извилистое (меандрированное). Пойма в нижнем течении занята преимущественно лугами и заболоченными участками. Река не имеет крупных притоков.
Русло частично спрямлено. Перед устьем на границе с Украиной организован пруд. Создано несколько сетей каналов (осушительных систем), которые примыкают к руслу реки. В верхнем течении осушительная система организована для разработки торфа.

## Населённые пункты на реке
От истока до устья:
Гомельский район
1. Глыбоцкое

Репкинский район
1. пгт Добрянка